# アミナトウ・セイニ
アミナトウ・セイニ（Aminatou Seyni、1996年10月24日 - ）は、ニジェールの陸上競技選手、専門は短距離走。女子100m、200mのニジェール国内記録保持者。
セイニは生まれながらテストステロン値が高く、2019年に国際陸上競技連盟が導入したテストステロン値が高い女性の出場資格を制限する新規約により400mの種目に出場できない。
2021年の東京オリンピックの女子200mでは準決勝まで進出し、国内記録を更新した。
2022年にポートルイスで開催されたアフリカ陸上競技選手権大会では、女子100mで銀メダル、200mで金メダルを獲得した。その翌月にユージーンで開催された世界陸上競技選手権大会でも同じ2種目に出場した。女子100mでは準決勝まで進出し、女子200mの予選では国内記録を更新、決勝まで進出し4位入賞となった。

## 主な戦績
| 年   | 大会                       | 開催地       | 種目 | 順位              | 記録   | 備考     |
| ---- | -------------------------- | ------------ | ---- | ----------------- | ------ | -------- |
| 2019 | アフリカ競技大会           | ラバト       | 100m | 準決勝敗退 (13位) | 11秒93 |          |
| 2019 | アフリカ競技大会           | ラバト       | 200m | 4位               | 23秒05 |          |
| 2019 | 世界陸上競技選手権大会     | ドーハ       | 200m | 準決勝敗退 (10位) | 22秒77 |          |
| 2021 | オリンピック               | 東京         | 200m | 準決勝敗退 (10位) | 22秒54 | 国内記録 |
| 2022 | アフリカ陸上競技選手権大会 | ポートルイス | 100m | 準優勝            | 11秒09 |          |
| 2022 | アフリカ陸上競技選手権大会 | ポートルイス | 200m | 優勝              | 23秒04 |          |
| 2022 | 世界陸上競技選手権大会     | ユージーン   | 100m | 準決勝敗退 (17位) | 11秒21 |          |
| 2022 | 世界陸上競技選手権大会     | ユージーン   | 200m | 4位               | 22秒12 |          |

## 記録
| 種目 | 記録      | 年月日        | 場所                       | 備考     |
| ---- | --------- | ------------- | -------------------------- | -------- |
| 100m | 11秒07    | 2022年6月8日  | モカ                       | 国内記録 |
| 200m | 21秒98    | 2022年7月18日 | ユージーン                 | 国内記録 |
| 400m | 50秒69    | 2018年8月23日 | ロヴェレート               |          |
| 800m | 2分18秒86 | 2018年6月29日 | ラ・ロッシュ＝シュル＝ヨン |          |